# Operazione Algeciras

La mappa di Gibilterra e della base navale inglese

L'operazione Algeciras, dagli argentini definita Operación Gibraltar, è stata un'operazione argentina fallita che avrebbe dovuto aver luogo il 31 maggio 1982 con lo scopo di sabotare le navi da guerra della Royal Navy nel porto di Gibilterra durante la guerra delle Malvinas. L'azione avrebbe dovuto essere svolta da un ufficiale di marina e da ex componenti delle forze speciali della marina argentina, poi passati ai guerriglieri montoneros, ma fallì per il fermo da parte della Guardia Civil spagnola di due membri del commando, secondo una versione spagnola. Secondo una fonte inglese invece, i britannici erano al corrente dell'operazione avendo intercettato alcune telefonate tra l'ambasciata argentina a Madrid e Buenos Aires.

## La preparazione

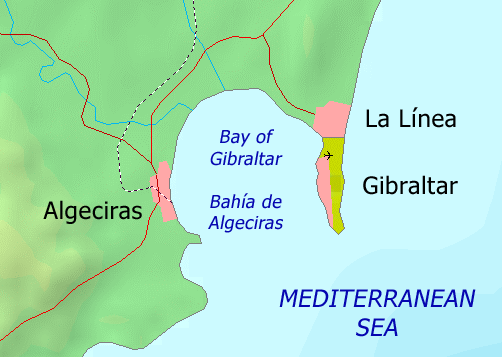
La baia di Algeciras con la penisola di Gibilterra

L'azione doveva essere effettuata con delle mine magnetiche di costruzione italiana, secondo una fonte entrate in Spagna attraverso una valigia diplomatica, partendo dal porto spagnolo di Algeciras, antistante Gibilterra, minando l'attracco della HMS Ariadne, una fregata della classe Leander che avrebbe attraccato entro una settimana. Citando le dichiarazioni dell'ammiraglio Jorge Anaya, all'epoca capo di stato maggiore della Armada Argentina in tre casi precedenti era stato rifiutato il via all'azione agli incursori presenti in zona già da un mese, in un caso per il rischio di far fallire i negoziati di pace che in quel momento erano in corso.
Gli incursori, divisi in due gruppi distinti, erano arrivati da città diverse. Tra i componenti, il capitano Fernandez aveva solo compiti di collegamento, mentre tra i due sommozzatori vi era Máximo Alfredo Nicoletti, ex incursore della marina nonché membro del servizio informazioni ed ex guerrigliero, con un'importante esperienza in materia.
Infatti Nicoletti era tra gli autori dell'attentato al cacciatorpediniere Santìsima Trinidad, appartenente alla classe Type 42 e costruito su licenza in Argentina, che venne seriamente danneggiato dall'attacco. D'altronde, l'idea di usare Algeciras come base operativa contro il porto di Gibilterra non era nuova, essendo stata già attuata con successo da incursori della Xª Flottiglia MAS durante la seconda guerra mondiale, con la complicità delle autorità spagnole.

## L'esito
Mentre due membri del commando si muovevano il 31 maggio 1982 in auto a Malaga, vennero fermati da due poliziotti che li avevano ritenuti dei narcotrafficanti o banditi che si preparavano a dare l'assalto a una banca di Algeciras; una volta arrestati, il capo del gruppo dichiarò:
Altri due membri vennero fermati a San Roque con delle mine magnetiche nascoste in borse di plastica; tutti si identificarono con nome falso, ma si ritiene che almeno due di essi fossero ex guerriglieri montoneros. Uno di loro era Máximo Alfredo Nicoletti, ex fante di marina, poi guerrigliero, infine membro dei servizi di informazione della Armada Argentina, clandestino da tempo e che successivamente capeggerà anche una banda di criminali comuni coinvolti in una rapina ad un furgone blindato. Altro membro supposto del commando l'ex montonero Jorge Tapia.

## Epilogo
I quattro componenti del commando furono espulsi verso l'Argentina, accompagnati senza clamore sotto scorta all'aeroporto di Madrid ed alle isole Canarie lasciati liberi di proseguire.
La storia della operazione segreta è stata ricostruita in un documentario del 2003, dal titolo Operación Algeciras di produzione Argentino-Spagnola, nel quale però non si fa parola della trasmissione delle informazioni da parte inglese alle autorità spagnole, attribuendo invece al caso la scoperta iniziale dei due commando.